# D.O.A. (Death of Auto-Tune)
"D.O.A. (Death of Auto-Tune)" – singel amerykańskiego rapera Jaya-Z, pochodzący z jego albumu The Blueprint 3. Miał premierę na antenie nowojorskiej stacji radiowej Hot 97 5 czerwca 2009 roku. Tekst odnosi się do nadużywania auto-tune w przemyśle muzycznym. W piosence wykorzystano sample "In the Space" francuskich kompozytorów Janko Nilovica i Dave’a Sarkysa. Pojawiające się na początku "D.O.A." wersy "Na, Na, Na..." zainspirowane były utworem "Na Na Hey Hey Kiss Him Goodbye" zespołu Steam.
Piosenka zdobyła dwie nominacje do nagród Grammy oraz nominację do MTV Video Music Award: Najlepszy teledysk - hip-hop. 
"D.O.A. (Death of Auto-Tune)" zajęła 1. miejsce na liście najlepszych piosenek 2009 roku według MTV oraz 3. w zestawieniu najlepszych utworów 2009 roku według Amazon.com.

## Inspiracje i tworzenie
Jeszcze przed stworzeniem "D.O.A. (Death of Auto-Tune)", Kanye West i Jay-Z nagrali wspólnie piosenkę przy użyciu auto-tune. Jednakże niedługo po tym West usłyszał jej instrumentalną wersję w aranżacji No I.D. i pomyślał o wyprodukowaniu utworu anty-auto-tune'owego. Następnie postanowili usunąć z The Blueprint 3 wszystkie piosenki nagrane przy użyciu tego procesora. Jay-Z stwierdził, że celem utworu było "nakreślenie linii w piasku", twierdząc jednocześnie, iż docenia wykorzystanie auto-tune przez artystów "z uchem do melodii" np. T-Paina i Kanye Westa, jednak zbyt wielu ludzi używa go jako kul. Jedną z inspiracji do napisania "D.O.A." była reklama sieci fast foodowej Wendy’s, w której wykorzystano auto-tune. Jay-Z odniósł wtedy wrażenie, że to, co kiedyś było trendem, stało się nadużywanym chwytem. Tytuł odnosi się również do medycznego terminu D.O.A. (Dead on Arrival, ang. zgon przed przybyciem).

## Wideoklip
27 czerwca 2009 roku premierę miał zwiastun teledysku. Cała wersja (wyreżyserowana przez Anthony’ego Mandlera) została po raz pierwszy zaprezentowana 28 czerwca, po zakończeniu gali BET Awards.
Teledysk ukazuje Jaya w różnych sceneriach, w tym w opuszczonej fabryce, w ekskluzywnej nowojorskiej restauracji Rao's oraz grającego w karty w kuchni. Gościnnie w wideoklipie pojawił się aktor Harvey Keitel oraz koszykarz LeBron James.
Wideoklip był nominowany do nagród MTV Video Music Awards 2009 w kategoriach: najlepszy męski teledysk oraz najlepszy teledysk hip-hopowy.
Teledysk do "D.O.A. (Death of Auto-Tune)" umieszczony został również na 17. miejscu listy 100 najlepszych wideoklipów 2009 roku, sporządzonej przez BET.

## Reakcje
9 czerwca Trey Songz zamieścił na swoim blogu nieoficjalny remiks "D.O.A. (Death of Auto-Tune)". Remiksy nagrali także: AZ, Jay Rock, Bone Thugs-n-Harmony, Avery Storm, Lil Wayne oraz Asher Roth. Dwa remiksy utworu wydał Royce Da 5'9; jeden indywidualny i jeden z udziałem członków grupy Slaughterhouse. The Game opublikował w odpowiedzi na "D.O.A." diss zatytułowany "I'm So Wavy (Death of Hov)", oskarżając Jaya-Z o nienadążanie za hip-hopowym przemysłem. Twierdził również, że jego 39 lat oznacza, iż jest zbyt stary, aby pozostać na scenie muzycznej. Rapera w jednym z wywiadów skrytykował poza tym DJ Webstar, mówiąc:

Jay-Z ma mnóstwo fanów i zrobił wiele dla hip-hopu. Tylko dlatego, że jesteś bogaty i masz więcej pieniędzy od nowych artystów, takich jak ja, nie znaczy, iż wszystko, co mówisz jest dobre. Jestem fanem Jaya-Z. Byłem zszokowany, gdy to zrobił. Mary J. Blige i Drake właśnie nagrali piosenkę przy użyciu auto-tune. Drake i wszyscy z wytwórni Young Money także to wykorzystują. Jeśli wycofasz z radia wszystkie tego typu piosenki, co pozostanie? Słuchałem radia, kiedy Jay powiedział, że ludzie nie chcą więcej auto-tune. Największe utwory roku nagrywane były z auto-tune - kim jesteś, by mówić, że ludzie nie chcą tego słuchać?

Jay-Z skomentował jego wypowiedź:

On jest młodym facetem, więc nie musi w pełni rozumieć tego, co mówię. Może zrozumie to pewnego dnia, ale teraz jest młody, nie wie niczego lepiej.

## Wykonania na żywo
Dwa dni po premierze piosenki na antenie Hot 97, Jay-Z wystąpił podczas dorocznego koncertu Summer Jam na Giants Stadium i po raz pierwszy wykonał na żywo "D.O.A. (Death of Auto-Tune)". Pod koniec swojej części zaskoczył go T-Pain, który dołączył do Jaya na scenie. Raper wykonał utwór również podczas gali BET Awards 2009.

## Pozycje na listach
| Lista (2009)                         | Najwyższa pozycja |
| ------------------------------------ | ----------------- |
| UK Singles Chart*                    | 79                |
| U.S. Billboard Hot 100               | 24                |
| U.S. Billboard Hot R&B/Hip-Hop Songs | 43                |
| U.S. Billboard Hot Rap Tracks        | 15                |

- * Brak oficjalnego wydania singla.